# Đường Tông Hải
Đường Tông Hải (tiếng Trung: 唐宗海; bính âm: Táng Zōnghǎi; 1851–1897 hoặc 1908), tên tự Dung Xuyên (tiếng Trung: 容川; bính âm: Róngchuān), là một y sĩ và học giả y học Trung Quốc vào cuối triều đại nhà Thanh. Ông là một trong những y sĩ Trung Quốc đầu tiên viết về sự khác biệt giữ Đông y và Tây y, đồng thời là người sớm ủng hộ việc hợp nhất giữa hai nền y học.

## Cuộc đời
Đường Tông Hải sinh năm 1851 tại Bành Châu, Tứ Xuyên. Cha của ông được cho là đã qua đời vì bạo bệnh vào năm 1873, đó cũng là nguyên nhân đưa ông đến với y học cổ truyền. Đường đã tham gia vào các bài viết của các y sĩ Trung Quốc thời bấy giờ như Vương Thanh Nhậm. Việc thường xuyên đi đến Thượng Hải, một thành phố cảng, cũng đã khiến ông sớm tiếp xúc với y học phương Tây.

## Sự nghiệp
Đường Tông Hải đã trở thành tiến sĩ Nho học (jinshi) ở độ tuổi 38. Thay vì làm quan như nhiều đồng nghiệp khác sau khi tham gia các kỳ thi do triều đình tổ chức thì ông lại tiếp tục theo đuổi sự nghiệp y học. Bắt đầu hành nghề ở Tứ Xuyên, một trong những tác phẩm của ông đã được viết tại đây vào năm 1884 liên quan đến chứng rối loạn máu. Sau khi chuyển đến Giang Nam vào những năm 1880, Đường đã bắt đầu quan tâm đến Tây y, và trở thành một trong những y sĩ đầu tiên của Trung Quốc viết về sự khác biệt giữa Đông y và Tây y. Ông cũng là người sớm ủng hộ việc kết hợp giữa hai nền y học.
Tác phẩm năm 1892 của Đường, Đông Tây hội thông y kinh tinh nghĩa (中西匯通醫經精義), đã được mô tả là "một trong những tư liệu y học có ảnh hưởng nhất" vào thời kỳ của ông. Trong đó, ông đã bảo vệ Đông y — cái ông cho là đã suy tàn kể từ thời nhà Tống — đồng thời khám phá ra mối quan hệ phức tạp giữa y học phương Tây hiện đại và y học cổ truyền Trung Quốc.
Một thời gian sau khi xuất bản Đông Tây hội thông y kinh tinh nghĩa, ông đã viết nên Y dịch thông thuyết (醫易通說), hay Đánh giá tổng quát về y học và Kinh Dịch, trong đó ông lập luận rằng những tư liệu Trung Quốc cổ điển Kinh Dịch bao gồm những tư tưởng mà trước đó được cho là độc đáo của phương Tây. Ông qua đời vào năm 1897 hoặc 1908.